# Gerda Weissensteiner
Gerda Weissensteiner (Bolzano, 3 de enero de 1969) es una deportista italiana que compitió en luge y en bobsleigh.
Participó en seis Juegos Olímpicos de Invierno, entre los años 1988 y 2006, obteniendo dos medallas: oro en Lillehammer 1994, en la prueba de luge individual, y plata en Turín 2006, en la prueba de bobsleigh doble (junto con Jennifer Isacco).
Ganó once medallas en el Campeonato Mundial de Luge entre los años 1989 y 1997, y siete medallas en el Campeonato Europeo de Luge entre los años 1988 y 1998.
En bobsleigh consiguió una medalla de plata en el Campeonato Europeo de 2006.

## Palmarés internacional
| Juegos Olímpicos   | Juegos Olímpicos      | Juegos Olímpicos  | Juegos Olímpicos |
| Año                | Lugar                 | Medalla           | Prueba           |
| ------------------ | --------------------- | ----------------- | ---------------- |
| 1994               | Lillehammer (Noruega) | Medalla de oro    | Individual       |
| Campeonato Mundial |                       |                   |                  |
| Año                | Lugar                 | Medalla           | Prueba           |
| 1989               | Winterberg (RFA)      | Medalla de oro    | Equipo           |
| 1989               | Winterberg (RFA)      | Medalla de plata  | Individual       |
| 1990               | Calgary (Canadá)      | Medalla de plata  | Equipo           |
| 1991               | Winterberg (Alemania) | Medalla de bronce | Equipo           |
| 1993               | Calgary (Canadá)      | Medalla de oro    | Individual       |
| 1993               | Calgary (Canadá)      | Medalla de bronce | Equipo           |
| 1995               | Lillehammer (Noruega) | Medalla de plata  | Equipo           |
| 1995               | Lillehammer (Noruega) | Medalla de bronce | Individual       |
| 1996               | Altenberg (Alemania)  | Medalla de bronce | Individual       |
| 1996               | Altenberg (Alemania)  | Medalla de bronce | Equipo           |
| 1997               | Igls (Austria)        | Medalla de bronce | Equipo           |
| Campeonato Europeo |                       |                   |                  |
| Año                | Lugar                 | Medalla           | Prueba           |
| 1988               | Königssee (RFA)       | Medalla de bronce | Equipo           |
| 1990               | Igls (Austria)        | Medalla de plata  | Individual       |
| 1990               | Igls (Austria)        | Medalla de bronce | Equipo           |
| 1994               | Königssee (Alemania)  | Medalla de oro    | Individual       |
| 1994               | Königssee (Alemania)  | Medalla de oro    | Equipo           |
| 1996               | Sigulda (Letonia)     | Medalla de bronce | Equipo           |
| 1998               | Oberhof (Alemania)    | Medalla de plata  | Equipo           |

| Juegos Olímpicos   | Juegos Olímpicos     | Juegos Olímpicos  | Juegos Olímpicos |
| Año                | Lugar                | Medalla           | Prueba           |
| ------------------ | -------------------- | ----------------- | ---------------- |
| 2006               | Turín (Italia)       | Medalla de bronce | Doble            |
| Campeonato Europeo |                      |                   |                  |
| Año                | Lugar                | Medalla           | Prueba           |
| 2006               | Sankt Moritz (Suiza) | Medalla de plata  | Doble            |